# India ai Giochi della XVIII Olimpiade
L'India partecipò ai Giochi della XVIII Olimpiade, svoltisi a Tokyo dal 10 al 24 ottobre 1964, con una delegazione di 53 atleti iscritti in 8 discipline per un totale di 42 competizioni. Portabandiera alla cerimonia di apertura fu Gurbachan Singh Randhawa, alla sua seconda Olimpiade, che fu capace di raggiungere la finale dei 110 metri ostacoli.
Fu l'undicesima partecipazione di questo paese ai Giochi estivi. La squadra indiana conquistò la medaglia d'oro nel torneo di hockey su prato battendo in finale gli storici rivali del Pakistan, che l'avevano sconfitta quattro anni prima.

## Medaglie
| Medaglia | Atleta | Sport           | Evento   |
| -------- | --- | --------------- | -------- |
| Oro      | Shankar Laxman Gurbux Singh Dharam Singh Mohinder Lal Charanjit Singh Gindi Singh Hari Pal Kaushik Harbinder Singh Udham Singh Darshan Singh Prithipal Singh Bandu Patil V. J. Peter Jagjit Singh Syed Mushtaq Ali | Hockey su prato | Maschile |